# Бял оман
Белият оман (Inula helenium) (малка бяла стомахоглътка, чернокос) е многогодишно тревисто растение, използвано като лечебно.
Коренището е дебело, разклонено, тъмнокафяво на цвят, а като се разреже – бледожълто, до бяло. Оттам и наименованието „бял оман“.

## Описание
Коренището е дебело, разклонено, тъмнокафяво на цвят, а като се разреже – бледожълто, до бяло. Оттам и наименованието „бял оман“.
Расте по храсталаци и тревисти места. Среща се край Черноморското крайбрежие, а също и в районите Североизточна България, Стара планина, Дунавска равнина, Знеполски район, Родопи, Тракийска низина.
- плодове